# Кристиан, Жаклин
Жаклин Адина Кристиан (рум. Jaqueline Adina Cristian; род. 5 июня 1998, Бухарест, Румыния) — румынская теннисистка.

## Спортивная карьера
В 2015—2023 годах стала победительницей четырнадцати турниров ITF в одиночном разряде.
И в 2013—2020 годах стала победительницей ещё десяти турниров ITF в парном разряде.

### 2022
В январе 2022 года на Открытом чемпионате Австралии в первом раунде соревнований победила бельгийку Грету Миннен со счётом 7-5, 6-4, но во втором круге соревнований она проиграла американке Мэдисон Киз со счётом 2-6, 5-7.
Она также участвовала в парном разряде этого турнира вместе с немкой Андреа Петкович, где она в первом раунде соревнований победила своих соотечественниц Симону Халеп и Елену-Габриэлу Русе, во втором круге соревнований победила словенских теннисисток Тамару Зиданшек и Кайю Юван, но в третьем круге соревнований проиграла Кирстен Флипкенс и Саре Соррибес Тормо.
В августе 2022 года на Открытом чемпионате США в первом раунде одиночного разряда проиграла эстонской теннисистке Анетт Контавейт со счётом 3-6, 0-6.

### 2023
В январе 2023 года на Открытом чемпионате Австралии в первом раунде соревнований проиграла американке Джессике Пегуле со счётом: 0-6, 1-6.
Она также участвовала в парном разряде этого турнира вместе с немкой Тамарой Корпач, но в первом круге соревнований они проиграли Монике Никулеску и Виктории Голубич.
В начале июля 2023 года на Уимблдонском турнире в одиночном разряде в первом раунде соревнований победила итальянку Лючию Бронцетти со счётом 6-3, 6-4, но во втором круге соревнований она проиграла опытной бразильской теннисистке Беатрис Хаддад Майя со счётом 6-4, 2-6, 4-6.
Она также участвовала в парном разряде этого турнира вместе со своей соотечественницей Аной Богдан, где они в первом раунде соревнований победили американок Даниэль Коллинз и Алисон Риск, но во втором раунде соревнований они проиграли Лидии Морозовой и Ингрид Мартинс.

### 2024—2025
В январе 2024 года на Открытом чемпионате Австралии в первом раунде соревнований проиграла чешке Катерине Синяковой со счётом 2-6, 5-7.
В феврале 2024 года на турнире в Клуж-Напоке (Румыния) дошла до полуфинала в котором проиграла своей соотечественнице Ане Богдан со счётом 3-6, 6-3, 4-6.
В феврале 2025 года стала финалисткой в парном разряде турнира WTA 250 в Клуж-Напоке (Румыния) совместно с итальянкой Анжеликой Морателли. В борьбе за титул они проиграли паре Магали Кемпен и Анна Сискова со счётом 3-6, 1-6.

## Итоговое место в рейтинге WTA по годам
| Год  | Одиночный рейтинг | Парный рейтинг |
| 2024 | 73                | 219            |
| 2023 | 98                | 240            |
| 2022 | 148               | 191            |
| 2021 | 71                | 339            |
| 2020 | 167               | 176            |
| 2019 | 205               | 206            |
| 2018 | 284               | 190            |
| 2017 | 254               | 309            |
| 2016 | 363               | 342            |
| 2015 | 827               | 710            |
| 2014 | 1244              | 1028           |
| 2013 | 1053              | 913            |

## Выступления на турнирах

### Финалы турнировWTAв одиночном разряде (2)

#### Поражения (2)
| Легенда:                    |
| --------------------------- |
| Турниры Большого шлема (0)  |
| Олимпиада (0)               |
| Итоговый турнир WTA (0)     |
| Premier 5 / WTA 1000 (0)    |
| Premier / WTA 500 (0)       |
| International / WTA 250 (0) |

| №  | Дата           | Турнир         | Покрытие   | Соперница в финале | Счёт        |
| 1. | 12 ноября 2021 | Линц, Австрия  | Хард (зал) | Алисон Риск        | 6-2 2-6 5-7 |
| 2. | 24 мая 2025    | Рабат, Марокко | Грунт      | Майя Джойнт        | 3-6 2-6     |

### Финалы турнировWTAв парном разряде (2)

#### Поражения (2)
| №  | Дата           | Турнир               | Покрытие   | Партнёрша           | Соперницы в финале                 | Счёт       |
| 1. | 21 июля 2019   | Бухарест, Румыния    | Грунт      | Елена-Габриэла Русе | Виктория Кужмова Кристина Плишкова | 4-6 6-7(3) |
| 2. | 9 февраля 2025 | Клуж-Напока, Румыния | Хард (зал) | Анжелика Морателли  | Магали Кемпен Анна Сискова         | 3-6 1-6    |